# Heteroibalonius malkini
Heteroibalonius malkini – gatunek kosarza z podrzędu Laniatores i rodziny Podoctidae. Jedyny znany przedstawiciel monotypowego rodzaju Heteroibalonius.

## Występowanie
Gatunek jest endemiczny dla Australii.